# PH-Einstabmesskette

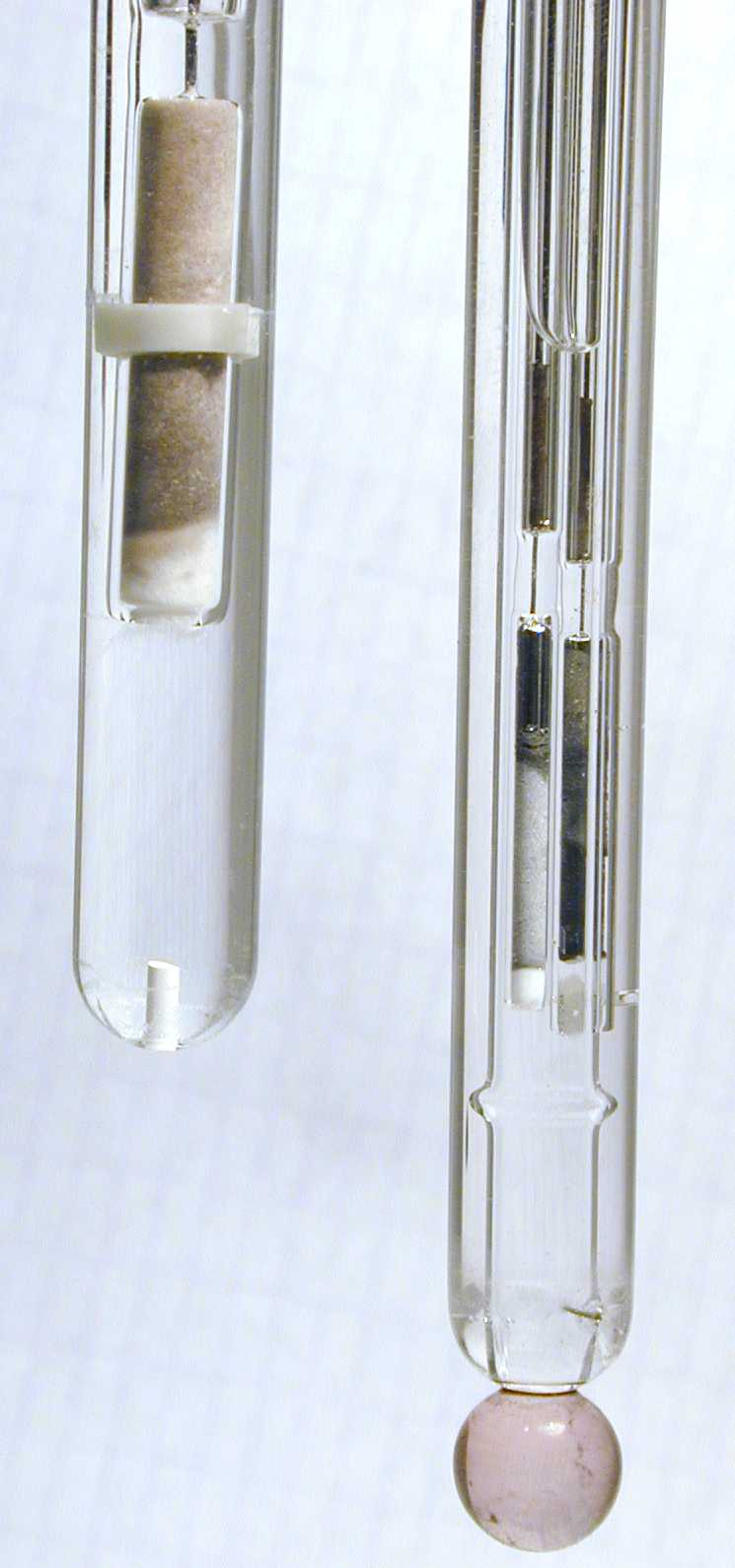
pH-Einstabmesskette (rechts).

Als pH-Einstabmesskette wird die Kombination einer Arbeitselektrode und einer Referenzelektrode zur Messung des pH-Werts in einer Bauform bezeichnet.
Typische Vertreter sind viele Bauformen der pH-Glaselektrode, die eine besonders unkomplizierte pH-Wert-Messung in Lösungen erlauben. Als Referenzelektrode dient meistens eine Silber-Silberchlorid-Elektrode. Der Stromkreis wird über ein Diaphragma geschlossen, das mit 3 M Kaliumchlorid-Lösung getränkt ist, die auch den inneren Elektrolyten der Messkette bildet. Kaliumchlorid hat als einziger Elektrolyt die Eigenschaft, dass seine Kationen (K+) und Anionen (Cl−) praktisch die gleiche Ionenbeweglichkeit besitzen. Deshalb bilden sich am Diaphragma mit diesen Elektrolyten keine zusätzlichen Potentiale aus, welche die Messung verfälschen könnten.
Als weitere funktionale Verdichtung enthalten viele pH-Einstabmessketten zusätzlich auch noch einen integrierten Temperaturfühler. Micro-Ausführungen von Einstabmessketten haben heute nur noch einen Durchmesser von ca. 3 mm.
Als Einstabmessketten sind heute meistens auch die Redox-Messketten sowie viele verschiedene Ionensensitive Elektroden ausgeführt.

## Funktionsweise
Das pH-empfindliche Element ist die Glasmembran aus Silicatglas – meist eine Kuppe am unteren Ende der pH-Einstabmesskette. Die Oberfläche der Membran ist elektrisch negativ geladen. Bei einem niedrigen pH-Wert ergibt sich eine hohe Aktivität der Wasserstoffionen (H+). In diesem Fall stellt sich ein größeres Potential an der Glasmembran ein. Das an der Glasmembran entstehende Potenzial wird über den Innenpuffer und die Innenableitung an den Steckkontakt weitergeführt.
Das Referenzsystem beginnt mit dem Diaphragma, das die elektrische Verbindung zwischen der Messlösung und dem Bezugselektrolyt schafft. Der Bezugselektrolyt ist eine gesättigte Kaliumchloridlösung. Das pH-unabhängige Vergleichspotential wird über das Referenzableitsystem zum Steckkontakt geführt.
Eine ideale Einstabmesskette verfügt über einen Nullpunkt von pH 7 (bei diesem pH-Wert verfügt sie über ein Ausgangssignal von 0 mV). Die Steigung ist temperaturabhängig, bei 25 °C beträgt sie −59 mV/pH. Die Elektroden müssen an einen Messumformer angeschlossen werden, dieser führt eine Temperaturkompensation durch (entweder auf Basis der gemessenen Mediumstemperatur oder aufgrund eines fest eingestellten Temperaturwertes).

## Ausführungen

### Bauform und elektrischer Anschluss
pH-Einstabmessketten sind hinsichtlich der Bauform standardisiert, sie verfügen üblicherweise über eine Einbaulänge von 120 mm. Über ein Einschraubgewinde PG13,5 ist das Einschrauben in eine Armatur möglich. Elektroden ohne Temperaturfühler verfügen über einen zweipoligen Elektrodenanschluss. Elektroden mit Temperatursensor (für die Temperaturkompensation der pH-Messung) sind beispielsweise mit sechspoligem Variopin-Anschluss lieferbar. Für Laboranwendungen finden auch Elektroden mit festem Kabel Einsatz.

### Diaphragma
Das Diaphragma schafft die elektrische Verbindung zwischen Messlösung und Bezugselektrolyt. Ein offenes und großflächiges Diaphragma schafft eine zuverlässige Verbindung. Auf der anderen Seite salzt in diesem Fall der Bezugselektrolyt als gesättigte Kaliumchloridlösung relativ schnell aus.
Standard bei hochwertigen Industrie-Elektroden für allgemein wässrige Medien ist heutzutage ein punktförmiges Keramikdiaphragma aus Zirkondioxid. Das Diaphragma ist sehr gut für saubere bis leicht verschmutzte Messlösungen geeignet. Durch die relativ langsame Aussalzung wird eine hohe Standzeit erreicht. Nicht geeignet ist das Diaphragma für stärker verschmutzte Medien, da die Verschmutzungen das Diaphragma verblocken.
Bei Medien mit stärkeren Verschmutzungen kommt das PTFE-Ringdiaphragma zum Einsatz. Die erfolgreiche Messung wird durch das großflächige Diaphragma aus dem schmutzabweisenden PTFE möglich. Die Aussalzung des Bezugsektrolyten geschieht bei Elektroden mit diesem Diaphragma allgemein schneller als bei solchen mit Keramikdiaphragma.
Bei sehr starken Verschmutzungen mit Schmutzfrachten oder sogar anhaftenden Medien wie Lacken und Pasten kommen offene Diaphragmen zum Einsatz. Beim Lochdiaphragma befindet sich ein Loch in der Schaftwand (ähnlich wie beim Keramikdiaphragma, aber ohne Keramikpatrone). Weiterhin befindet sich bei Elektroden mit Ringspaltdiaphragma ein offener Ring zwischen dem äußeren Schaft und der pH-Elektrode. Elektroden mit diesen offenen Diaphragmen ermöglichen die Messungen in Medien mit extremen Verschmutzungen.
In der aufgeführten Reihenfolge sind die Diaphragmen immer toleranter gegenüber Verschmutzungen in der Messlösung (Keramik-, PTFE-, Loch- und Ringspaltdiaphragma). Auf der anderen Seite steigt der Elektrolytverbrauch und die Einsatzdauer der Elektroden verkürzt sich. PTFE- oder die offenen Diaphragmen sollten nur Verwendung finden, wenn dies die Anwendung erfordert.

### Salzvorlage
Um den Bezugsektrolyten möglichst lange gesättigt zu halten, können Salzringe im Referenzsystem platziert werden. Ist der Elektrolyt nicht mehr gesättigt, geht ein Teil der so genannten Salzvorlage in Lösung. Solange sich Salzringe im Referenzsystem befinden, ist der Elektrolyt gesättigt.

### Elektroden mit Doppelkammersystem
Metallionen in Galvaniken (wie Kupfer- und Nickelionen) gelangen über das Diaphragma in den Bezugselektrolyten. Mit Erreichen der Referenzpatrone wird das Referenzsystem vergiftet. Die Separation des Referenzsystems in zwei Kammern, welche durch ein Diaphragrma getrennt sind (Doppelkammer), verlängert die Diffusionszeit und damit die Standzeit der Elektroden.

### Elektroden mit Elektrolytnachfüllung
Bei diesen Elektroden wird das Referenzsystem mit einem Schlauch bis zu einem Vorratsgefäß verlängert. Das Vorratsgefäß ist ca. 50 cm über der Elektrode platziert. Durch den resultierenden hydrostatischen Druck kommt es zu einem kontinuierlichen Elektrolytfluss von einigen Millilitern pro Tag durch das Diaphragma. Diese Elektroden können beispielsweise eine Lösung bieten, wenn das Diaphragma durch ein ölhaltiges Messmedium verblockt wird oder in anderen Anwendungen ein Messstoff ins Referenzsystem eintritt und dieses vergiftet.

## Verdrahtung und Armaturen
Durch den hohen Widerstand der Glasmembran ergibt eine sehr hohe Impedanz im Messkreis. Neben der erforderlichen hohen Eingangsimpedanz des Messumformers muss die Ausführung des Kabels diesem Sachverhalt Rechnung tragen. Es kommen Koaxialkabel mit einer zusätzlichen Isolation zum Einsatz. Die Innenseele führt das Potential der Glasmembran, das Potential des Referenzsystems steht über das Kupfergeflecht zur Verfügung.
Aufgrund der Hochohmigkeit des Messkreises sollten in der Praxis die Verbindungsleitungen zwischen Sensor und Messumformer nicht länger als ca. 20 m sein. Müssen größere Distanzen überbrückt werden, können Impedanzwandler bzw. Zweidrahtmessumformer zwischen die Elektroden und die Messumformer geschraubt werden. Diese verringern den Messkreiswiderstand aus Sicht des Messumformers (Impedanzwandler), bzw. liefern ein Ausgangssignal, welches sich proportional zum pH-Wert verändert (Zweidrahtmessumformer).
Aufgrund der standardisierten Bauform der Einstabmessketten, stehen für diese eine Vielzahl von Armaturen zur Verfügung. Diese ermöglichen die Aufnahme der Sensoren über das PG13,5-Gewinde und schützen diese vor mechanischen Einflüssen. In diverse Armaturen können auch mehrere Elektroden platziert werden. Sie ermöglichen beispielsweise redundante Messungen oder den Einsatz gemeinsam mit Redoxpotential-Einstabmessketten und Kompensationsthermometern – diese verfügen über die gleiche Bauform.
Durchflussarmaturen werden direkt im Materialfluss oder in einem Bypass platziert. In der Regel werden diese mit Absperrhähnen eingesetzt, dies ermöglicht die Entnahme der Sensoren im Zuge der Wartung.
Prozessarmaturen aus Edelstahl werden im Prozess platziert. In diese werden wiederum die pH-Einstabmessketten über das PG13,5-Gewinde eingeschraubt.
Manuelle Wechselarmaturen werden eingesetzt, wenn für die Entnahme der Elektrode der Prozess nicht druckfrei geschaltet werden kann. Durch die spezielle Mechanik der Wechselarmatur kann der Sensor aus dem Medium bewegt werden. Befindet sich der Sensor nicht mehr im Medium, ist der Prozess zur Umgebung druckdicht abgeschlossen und der Sensor kann aus der Armatur entnommen werden.
Eintaucharmaturen ermöglichen die Messung in offenen Behältern oder Gerinnen. Sie finden Verwendung zur Behälterwandmontage oder als Hängearmatur.

## Kalibrierung und Wartung
Wie bereits erwähnt, verfügt eine pH-Einstabmesskette idealerweise über einen Nullpunkt von pH 7 (bei diesem pH-Wert gibt sie ein Ausgangssignal von 0 mV aus). Die Steilheit von idealen Elektroden beträgt 100 % (−59 mV/pH bei 25 °C). Ein sich ändernder Nullpunkt und eine sich ändernde Steilheit werden durch einen einzusetzenden Messumformer kompensiert. Obwohl es sich tatsächlich um eine Justage handelt, wird der Abgleich Kalibrierung genannt. Das Standardverfahren ist die Zweipunktkalibrierung, während dieser wird die Elektrode in zwei Pufferlösungen mit bekanntem pH-Wert platziert. Die pH-Werte der Pufferlösungen werden am Messumformer während der Kalibrierung angegeben. Mit dem Abschluss der Zweipunktkalibrierung werden die Werte des Nullpunktes und der Steilheit der verwendeten Elektrode angezeigt. Die verwendete Elektrode sollte einen Nullpunkt von etwa pH 6–8 aufweisen, die Steilheit sollte mindestens 90 % (90 % von −59 mV/pH) betragen. Einstabmessketten mit Messumformer sind bereits bei der Inbetriebnahme zu kalibrieren. Siehe auch Elektrodensteilheit.
Einstabmessketten sind während der Betriebszeit unbedingt sauber zu halten. Die mechanische Reinigung muss hinsichtlich der Glasmembran vorsichtig erfolgen, das Membranglas darf auf keinen Fall verkratzt werden. Als Hilfsmittel können Glasreinigungsmittel, Labordetergentien (z. B. Aceton, Alkohol) oder schwache saure Lösungen (z. B. 1–3%ige Salzsäure) verwendet werden.
Nach der Reinigung sind die Messketten mit einer Pufferlösung zu prüfen und bei Abweichungen sind die Messketten zu kalibrieren.
Die Lagerzeit von Einstabmessketten ist begrenzt, als Richtwert können 6 Monate angegeben werden, spätestens nach dieser Lagerzeit sollten sie Verwendung finden. Mit der Auslieferung befindet sich die Membran der pH-Einstabmessketten in einer mit KCl gefüllten Nasshaltekappe. Die Lagerung der Elektroden darf nie trocken erfolgen, das Membranglas sollte sich immer in einer KCl-Lösung befinden.